# Пэнн, Александр
Александр Пэнн — (1906, Нижнеколымск, Якутия (либо Мелитополь, либо Пятигорск) — 1972, Израиль) — израильский поэт.
Александр Пэнн прославился чувственными стихами, бурной богемной жизнью, тягой к Земле Израиля и коммунистическими идеями.

## Биография
По рассказам самого поэта, он родился в Нижнеколымске, у отца-еврея (потомка рабби Шнеура Залмана из Ляд) и матери — дочери субботников и потомков шведского графа Йенсена. Когда Александру было десять лет, его деда задрал белый медведь, после чего Александр пешком 7 лет шёл до Москвы в поисках отца.
По мнению профессора Хагит Гальперин, Александр (Абрам Папликер-Штерн) родился в местечке Акимовка под Мелитополем в семье меламеда и учителя иврита.
В 1920 начинает писать стихи по-русски, сближается с Владимиром Маяковским, Борисом Пастернаком и Сергеем Есениным (стихи которых он впоследствии перевёл на иврит). Пэнн перевел на иврит ряд стихотворений и поэм Маяковского («Мивхар ширим» — «Избранные стихотворения», Т.-А., 1950). Первым наставником Пэнна был поэт Иван Сергеевич Рукавишников.
Пэнн занимается боксом в клубе Маккаби в Москве. После закрытия евсекции в 1920 клуб действует подпольно.
В 1926 за сионистскую деятельность Пэнна ссылают в Среднюю Азию.
По ходатайству Екатерины Пешковой (первой жены Горького) в 1927 году Пэнн покидает СССР и приезжает в Палестину.
Был дважды женат, отец четырёх детей от трёх женщин.

## Политические взгляды
Пэнн разрывался между коммунистическими взглядами, нигилистским богемным и бунтарским характером и любовью к земле Израиля.
Сначала тяготел к сионизму, однако позже придерживался антисионистских взглядов. Член Коммунистической партии Палестины с 1947 года, впоследствии — член МАКИ (Коммунистическая партия Израиля). С 1947 года был редактором литературного отдела газеты израильских коммунистов «Коль-Хаам».
Из-за его взглядов в течение 20 лет его стихи не публиковались, и он не был членом Союза Писателей.
Его бунтарский характер проявлялся не только в критике Государства Израиль, но и в критике его партии.
Пэнн был единственным, кто отказался участвовать в праздничном номере журнала в честь семидесятилетия Сталина в 1948 году.
Лидеры партии отказывались публиковать стихи с национально-сионистским характером.

## Поэзия
- Сердце в пути. Перевод с иврита. Предисловие Д.Самойлова. Художник Л. Збарский. М., Художественная литература, 1965.